# Рослини Львівської області, занесені до Червоної книги України
Список рослин Львівської області, занесених до Червоної книги України.

## Статистика
До списку входить 176 видів рослин, з них:
- Судинних рослин — 142;
- Мохоподібних — 9;
- Водоростей — 4;
- Лишайників — 8;
- Грибів — 13.

Серед них за природоохоронним статусом: 
- Вразливих — 80;
- Рідкісних — 42;
- Недостатньо відомих  — 0;
- Неоцінених — 25;
- Зникаючих — 28;
- Зниклих у природі — 0;
- Зниклих — 1.

## Список видів
| № п/п | Українська назва виду                                           | Латинська назва виду                                                 | Природоохоронний статус | Група           |
| ----- | --------------------------------------------------------------- | -------------------------------------------------------------------- | ----------------------- | --------------- |
| 1     | Аконіт Бессера                                                  | Aconitum besserianum Andrz. ex Trautv.                               | Вразливий               | Судинні рослини |
| 2     | Аконіт опушеноплодий                                            | Aconitum lasiocarpum (Rchb.) Göyer                                   | Вразливий               | Судинні рослини |
| 3     | Аллоцетрарія Океза (Оукса), тукерманопсис Океза, цетрарія Океза | Allocetraria oakesiana (Tuck.) Randlane & Thell                      | Рідкісний               | Лишайники       |
| 4     | Альдрованда пухирчаста                                          | Aldrovanda vesiculosa L.                                             | Рідкісний               | Судинні рослини |
| 5     | Анакамтодон сплахноподібний                                     | Anacamptodon splachnoides (Froel. ex Brid.) Brid.                    | Вразливий               | Мохоподібні     |
| 6     | Бамбузіна Бребіссона                                            | Bambusina brebissonii Kütz. ex Kütz.                                 | Рідкісний               | Водорості       |
| 7     | Баранець звичайний                                              | Huperzia selago (L.) Bernh. ex Schrank et Mart.                      | Неоцінений              | Судинні рослини |
| 8     | Батрахоспермум драглистий                                       | Batrachospermum gelatinosum (L.) DC.                                 | Рідкісний               | Водорості       |
| 9     | Беладонна звичайна                                              | Atropa belladonna L.                                                 | Вразливий               | Судинні рослини |
| 10    | Береза низька                                                   | Betula humilis Schrank                                               | Вразливий               | Судинні рослини |
| 11    | Береза темна                                                    | Betula obscura А.Kotula                                              | Рідкісний               | Судинні рослини |
| 12    | Берека (горобина берека)                                        | Sorbus torminalis (L.) Crantz                                        | Неоцінений              | Судинні рослини |
| 13    | Билинець довгорогий                                             | Gymnadenia conopsea (L.) R.Br.                                       | Вразливий               | Судинні рослини |
| 14    | Билинець найзапашніший                                          | Gymnadenia odoratissima (L.) Rich.                                   | Зникаючий               | Судинні рослини |
| 15    | Билинець щільноквітковий                                        | Gymnadenia densiflora (Wahlenb.) A.Dietr.                            | Вразливий               | Судинні рослини |
| 16    | Білоцвіт весняний                                               | Leucojum vernum L.                                                   | Неоцінений              | Судинні рослини |
| 17    | Бровник однобульбовий (герміній однобульбовий)                  | Herminium monorchis (L.) R. Br.                                      | Зникаючий               | Судинні рослини |
| 18    | Бузок карпатський                                               | Syringa josikaea J.Jacq. ex Rchb.                                    | Вразливий               | Судинні рослини |
| 19    | Булатка великоквіткова                                          | Cephalanthera damasonium (Mill.) Druce                               | Рідкісний               | Судинні рослини |
| 20    | Булатка довголиста                                              | Cephalanthera longifolia (L.) Fritsch                                | Рідкісний               | Судинні рослини |
| 21    | Булатка червона                                                 | Cephalanthera rubra (L.) Rich.                                       | Рідкісний               | Судинні рослини |
| 22    | Верба лапландська                                               | Salix lapponum L.                                                    | Вразливий               | Судинні рослини |
| 23    | Верба Старке                                                    | Salix starkeana Willd.                                               | Вразливий               | Судинні рослини |
| 24    | Верба чорнична                                                  | Salix myrtilloides L.                                                | Вразливий               | Судинні рослини |
| 25    | Анемона нарцизоцвіта                                            | Anemone narcissiflora L.                                             | Вразливий               | Судинні рослини |
| 26    | Вовче лико пахуче (боровик)                                     | Daphne cneorum L.                                                    | Вразливий               | Судинні рослини |
| 27    | Водяний горіх плаваючий                                         | Trapa natans L. s.l.                                                 | Неоцінений              | Судинні рослини |
| 28    | Гвоздика несправжньопізня                                       | Dianthus pseudoserotinus Błocki                                      | Вразливий               | Судинні рослини |
| 29    | Генедієла Гайма                                                 | Hennediella heimii (Hedw.) R.H. Zander                               | Рідкісний               | Мохоподібні     |
| 30    | Генікулярія спіротенієва                                        | Genicularia spirotaenia (de Bary) de Bary                            | Вразливий               | Водорості       |
| 31    | Герицій коралоподібний                                          | Hericium coralloides (Fr.) Gray                                      | Вразливий               | Гриби           |
| 32    | Гетеродермія прекрасна, анаптіхія прекрасна                     | Genicularia spirotaenia (de Bary) de Bary                            | Рідкісний               | Гриби           |
| 33    | Глевчак однолистий (малаксис однолистий)                        | Malaxis monophyllos (L.) Sw.                                         | Вразливий               | Судинні рослини |
| 34    | Гніздівка звичайна                                              | Neottia nidus-avis (L.) Rich.                                        | Неоцінений              | Судинні рослини |
| 35    | Головатень високий                                              | Echinops exaltatus Schrad.                                           | Неоцінений              | Судинні рослини |
| 36    | Горицвіт весняний                                               | Adonis vernalis L.                                                   | Неоцінений              | Судинні рослини |
| 37    | Гронянка багатороздільна                                        | Botrychium multifidum (S.G.Gmel.) Rupr.                              | Рідкісний               | Судинні рослини |
| 38    | Гронянка віргінська                                             | Botrychium virginianum (L.) Sw.                                      | Зникаючий               | Судинні рослини |
| 39    | Гронянка півмісяцева (ключ-трава)                               | Botrychium lunaria (L.) Sw.                                          | Вразливий               | Судинні рослини |
| 40    | Гронянка ромашколиста                                           | Botrychium matricariifolium (A.Braun ex Döll) W.D.J.Koch             | Зникаючий               | Судинні рослини |
| 41    | Гудієра повзуча                                                 | Goodyera repens (L.) R.Br.                                           | Вразливий               | Судинні рослини |
| 42    | Гукерія блискуча                                                | Hookeria lucens (Hedw.) Sm.                                          | Рідкісний               | Мохоподібні     |
| 43    | Дев'ятисил осотовий                                             | Carlina cirsioides Klokov                                            | Вразливий               | Судинні рослини |
| 44    | Дев'ятисил татарниколистий, відкасник татарниколистий           | Carlina onopordifolia Besserex Szafer, Kulcz. et Pawł.               | Вразливий               | Судинні рослини |
| 45    | Еритроній собачий зуб                                           | Erythronium dens-canis L.                                            | Рідкісний               | Судинні рослини |
| 46    | Жировик Льозеля                                                 | Liparis loeselii (L.) Rich.                                          | Вразливий               | Судинні рослини |
| 47    | Жовтозілля Бессера                                              | Senecio besserianus Minder.                                          | Вразливий               | Судинні рослини |
| 48    | Жостір фарбувальний                                             | Rhamnus tinctoria Waldst. et Kit.                                    | Рідкісний               | Судинні рослини |
| 49    | Журавлина дрібноплода                                           | Oxycoccus microcarpus Turcz. ex Rupr.                                | Вразливий               | Судинні рослини |
| 50    | Зелениця сплюснута (дифазіаструм сплюснутий)                    | Diphasiastrum complanatum (L.) Holub                                 | Рідкісний               | Судинні рослини |
| 51    | Зіновать біла, рокитничок білий                                 | Chamaecytisus albus (Hacq.) Rothm.                                   | Вразливий               | Судинні рослини |
| 52    | Зіновать Блоцького, рокитничок Блоцького                        | Chamaecytisus blockianus (Pawł.) Klásk.                              | Рідкісний               | Судинні рослини |
| 53    | Зіновать Пачоського, рокитничок Пачоського                      | Chamaecytisus paczoskii (V. Krecz.) Klásk.                           | Рідкісний               | Судинні рослини |
| 54    | Зіновать подільська, рокитничок подільський                     | Chamaecytisus podolicus (Błocki) Klásk.                              | Вразливий               | Судинні рослини |
| 55    | Змієголовник австрійський                                       | Dracocephalum austriacum L.                                          | Вразливий               | Судинні рослини |
| 56    | Змієголовник Рюйша                                              | Dracocephalum ruyschiana L.                                          | Неоцінений              | Судинні рослини |
| 57    | Зозулинець прикрашений                                          | Orchis signifera Vest                                                | Зникаючий               | Судинні рослини |
| 58    | Зозулинець пурпуровий                                           | Orchis purpurea Huds.                                                | Вразливий               | Судинні рослини |
| 59    | Зозулинець чоловічий                                            | Orchis mascula (L.) L.                                               | Вразливий               | Судинні рослини |
| 60    | Зозулинець шоломоносний                                         | Orchis militaris L.                                                  | Вразливий               | Судинні рослини |
| 61    | Зозулині сльози серцелисті                                      | Listera cordata (L.) R.Br.                                           | Вразливий               | Судинні рослини |
| 62    | Зозулині сльози яйцеподібні                                     | Listera ovata (L.) R.Br.                                             | Неоцінений              | Судинні рослини |
| 63    | Зозулині черевички справжні                                     | Cypripedium calceolus L.                                             | Вразливий               | Судинні рослини |
| 64    | Зозульки бузинові (пальчатокорінник бузиновий)                  | Dactylorhiza sambucina (L.) Soy                                      | Вразливий               | Судинні рослини |
| 65    | Зозульки м'ясочервоні (пальчатокорінник м'ясочервоний)          | Dactylorhiza incarnata (L.) Soy s.l.                                 | Вразливий               | Судинні рослини |
| 66    | Зозульки плямисті (пальчатокорінник плямистий)                  | Dactylorhiza maculata (L.) Soό s.l.                                  | Вразливий               | Судинні рослини |
| 67    | Зозульки травневі (пальчатокорінник травневий)                  | Dactylorhiza majalis (Rchb.) P.F.Hunt et Summerhayes s.l.            | Рідкісний               | Судинні рослини |
| 68    | Зозульки трансильванські (пальчатокорінник трансильванський)    | Dactylorhiza transsilvanica (Schur) Aver.                            | Зникаючий               | Судинні рослини |
| 69    | Зозульки Траунштейнера (пальчатокорінник Траунштейнера)         | Dactylorhiza traunsteineri (Saut. ex Rchb.) Soy                      | Рідкісний               | Судинні рослини |
| 70    | Зозульки Фукса (пальчатокорінник Фукса)                         | Dactylorhiza fuchsii (Druce) Soy                                     | Неоцінений              | Судинні рослини |
| 71    | Кальмарник веретеноподібний                                     | Pseudocolus fusiformis (E. Fischer) Lloyd                            | Рідкісний               | Гриби           |
| 72    | Кампілостелій скельний                                          | Campylostelium saxicola (F. Weber et D. Mohr) Bruch et Schimp.       | Рідкісний               | Мохоподібні     |
| 73    | Катателазма царська                                             | Catathelasma imperiale (Fr.) Sing.                                   | Рідкісний               | Гриби           |
| 74    | Клаваріадельф товкачиковий                                      | Clavariadelphus pistillaris (L.) Donk                                | Рідкісний               | Гриби           |
| 75    | Клокичка периста                                                | Staphylea pinnata L.                                                 | Рідкісний               | Судинні рослини |
| 76    | Ковила найкрасивіша                                             | Stipa pulcherrima K. Koch                                            | Вразливий               | Судинні рослини |
| 77    | Ковила пірчаста                                                 | Stipa pennata L.                                                     | Вразливий               | Судинні рослини |
| 78    | Комоничок зігнутий                                              | Succisella inflexa (Kluk) G. Beck                                    | Рідкісний               | Судинні рослини |
| 79    | Конюшина червонувата                                            | Trifolium rubens L.                                                  | Рідкісний               | Судинні рослини |
| 80    | Коральковець тричінадрізаний                                    | Corallorhiza trifida Chätel.                                         | Рідкісний               | Судинні рослини |
| 81    | Коручка болотна                                                 | Epipactis palustris (L.) Crantz                                      | Вразливий               | Судинні рослини |
| 82    | Коручка пурпурова                                               | Epipactis purpurata Smith                                            | Рідкісний               | Судинні рослини |
| 83    | Коручка темно-червона                                           | Epipactis atrorubens (Hoffm. ex Bernh.) Besser                       | Вразливий               | Судинні рослини |
| 84    | Коручка чемерникоподібна (коручка широколиста)                  | Epipactis helleborine (L.) Crantz                                    | Неоцінений              | Судинні рослини |
| 85    | Косарики болотні                                                | Gladiolus palustris Gaudin                                           | Зникаючий               | Судинні рослини |
| 86    | Косарики черепитчасті                                           | Gladiolus imbricatus L.                                              | Вразливий               | Судинні рослини |
| 87    | Костриця гірська                                                | Festuca drymeja Mert. et W.D.J.Koch.                                 | Вразливий               | Судинні рослини |
| 88    | Костриця різнолиста                                             | Festuca heterophylla Lam.                                            | Вразливий               | Судинні рослини |
| 89    | Лептогіум насічений                                             | Leptogium saturninum (Dicks.) Nyl.                                   | Вразливий               | Лишайники       |
| 90    | Листочня кучерява, спарасис кучерявий                           | Sparassis crispa (Wulfen) Fr.                                        | Зникаючий               | Гриби           |
| 91    | Лілія лісова                                                    | Lilium martagon L.                                                   | Неоцінений              | Судинні рослини |
| 92    | Ложечниця піренейська                                           | Cochlearia pyrenaica DC.                                             | Зникаючий               | Судинні рослини |
| 93    | Ломикамінь болотний                                             | Saxifraga hirculus L.                                                | Вразливий               | Судинні рослини |
| 94    | Ломикамінь зернистий                                            | Saxifraga granulata L.                                               | Зникаючий               | Судинні рослини |
| 95    | Любка дволиста                                                  | Platanthera bifolia (L.) Rich.                                       | Неоцінений              | Судинні рослини |
| 96    | Любка зеленоквіткова                                            | Platanthera chlorantha (Cust.) Rchb.                                 | Рідкісний               | Судинні рослини |
| 97    | Меезія тригранна                                                | Meesia triquetra (L. ex Jolycl.) Engstr.                             | Зникаючий               | Мохоподібні     |
| 98    | Меч-трава болотна                                               | Cladium mariscus (L.) Pohl s.l.                                      | Вразливий               | Судинні рослини |
| 99    | Місячниця оживаюча (лунарія оживаюча)                           | Lunaria rediviva L.                                                  | Неоцінений              | Судинні рослини |
| 100   | Міхурниця судетська (пухирник судетський)                       | Cystopteris sudetica A.Braunet Milde                                 | Неоцінений              | Судинні рослини |
| 101   | Модринофомес лікарський, модринова губка                        | Laricifomes officinalis (Vill.: Fr.) Kotl. et Pouzar                 | Зниклий                 | Гриби           |
| 102   | Молодило гірське                                                | Sempervivum montanum L.                                              | Рідкісний               | Судинні рослини |
| 103   | Моховик паразитний                                              | Boletus parasiticus Fr.                                              | Рідкісний               | Гриби           |
| 104   | Мутин собачий                                                   | Mutinus caninus (Huds.) Fr.                                          | Рідкісний               | Гриби           |
| 105   | М'якух болотний (хаммарбія болотна)                             | Hammarbya paludosa (L.) O.Kuntze                                     | Зникаючий               | Судинні рослини |
| 106   | Надбородник безлистий                                           | Epipogium aphyllum Sw.                                               | Зникаючий               | Судинні рослини |
| 107   | Неотіанта каптурувата                                           | Neottianthe cucullata (L.) Schlechter                                | Зникаючий               | Судинні рослини |
| 108   | Неотінея обпалена (зозулинець обпалений)                        | Neotinea ustulata (L.) R.M. Bateman, Pridgeon et M.W. Chase          | Зникаючий               | Судинні рослини |
| 109   | Нефрома загорнута                                               | Nephroma resupinatum (L.) Ach.                                       | Вразливий               | Лишайники       |
| 110   | Нефрома рівна                                                   | Nephroma parile Ach.                                                 | Вразливий               | Лишайники       |
| 111   | Нітела струнка                                                  | Nitella gracilis (J.E. Sm.) C.Agardh                                 | Вразливий               | Водорості       |
| 112   | Осока богемська                                                 | Carex bohemica Schreb.                                               | Вразливий               | Судинні рослини |
| 113   | Осока Буксбаума                                                 | Carex buxbaumii Wahlenb.                                             | Вразливий               | Судинні рослини |
| 114   | Осока дводомна                                                  | Carex dioica L.                                                      | Вразливий               | Судинні рослини |
| 115   | Осока Девелла                                                   | Carex davalliana Smith                                               | Вразливий               | Судинні рослини |
| 116   | Осока затінкова                                                 | Carex umbrosa Host                                                   | Неоцінений              | Судинні рослини |
| 117   | Осока лапкоподібна                                              | Carex pediformis C. A. Mey.                                          | Рідкісний               | Судинні рослини |
| 118   | Осока притуплена                                                | Carex obtusata Liljebl.                                              | Рідкісний               | Судинні рослини |
| 119   | Осока тонкокореневищна                                          | Carex chordorrhiza Ehrh.                                             | Вразливий               | Судинні рослини |
| 120   | Осока торфова                                                   | Carex heleonastes Ehrh.                                              | Зникаючий               | Судинні рослини |
| 121   | Осока Хоста                                                     | Carex hostiana DC.                                                   | Вразливий               | Судинні рослини |
| 122   | Осока щетиниста                                                 | Carex strigosa Huds.                                                 | Зникаючий               | Судинні рослини |
| 123   | Офрис комахоносна                                               | Ophrys insectifera L.                                                | Зникаючий               | Судинні рослини |
| 124   | Палудела відстовбурчена                                         | Paludella squarrosa (Hedw.) Brid.                                    | Зникаючий               | Мохоподібні     |
| 125   | Пармотрема перлинова, пармотрема китайська, пармелія перлинова  | Parmotrema perlata (Huds.) M. Choisy                                 | Рідкісний               | Лишайники       |
| 126   | Півники сибірські                                               | Iris sibirica L.                                                     | Вразливий               | Судинні рослини |
| 127   | Підсніжник білосніжний (підсніжник звичайний)                   | Galanthus nivalis L.                                                 | Неоцінений              | Судинні рослини |
| 128   | Пізньоцвіт осінній                                              | Colchicum autumnale L.                                               | Неоцінений              | Судинні рослини |
| 129   | Плавун щитолистий                                               | Nymphoides peltata (S.G.Gmel.) Kuntze                                | Вразливий               | Судинні рослини |
| 130   | Плаун річний                                                    | Lycopodium annotinum L.                                              | Вразливий               | Судинні рослини |
| 131   | Плодоріжка блощична (зозулинець блощичний)                      | Anacamptis coriophora (L.) R.M. Bateman, Pridgeon et M.W. Chase s.l. | Вразливий               | Судинні рослини |
| 132   | Плодоріжка пірамідальна (анакампт пірамідальний)                | Anacamptis pyramidalis (L.) Rich.                                    | Вразливий               | Судинні рослини |
| 133   | Плодоріжка салепова (зозулинець салеповий)                      | Anacamptis morio (L.) R.M. Bateman, Pridgeon et M.W. Chase           | Вразливий               | Судинні рослини |
| 134   | Псевдокаліергон плауноподібний                                  | Pseudocalliergon lycopodioides (Brid.) Hedenäs                       | Вразливий               | Мохоподібні     |
| 135   | Псевдокаліергон трирядний                                       | Pseudocalliergon trifarium (F.Weber et D. Mohr) Loeske               | Зникаючий               | Мохоподібні     |
| 136   | Псевдорхіс білуватий (лейкорхіс білуватий)                      | Pseudorchis albida (L.) A.Löveet D.Löve                              | Вразливий               | Судинні рослини |
| 137   | Пташник крихітний (орнітопус крихітний)                         | Ornithopus perpusillus L.                                            | Вразливий               | Судинні рослини |
| 138   | Росичка англійська (росичка довголиста)                         | Drosera anglica Huds.                                                | Вразливий               | Судинні рослини |
| 139   | Рутвиця смердюча                                                | Thalictrum foetidum L.                                               | Зникаючий               | Судинні рослини |
| 140   | Рябчик шаховий                                                  | Frittilaria meleagris L.                                             | Вразливий               | Судинні рослини |
| 141   | Сальвінія плаваюча                                              | Salvinia natans (L.) All.                                            | Неоцінений              | Судинні рослини |
| 142   | Сашник іржавий                                                  | Schoenus ferrugineus L.                                              | Вразливий               | Судинні рослини |
| 143   | Сверція багаторічна (бешишниця багаторічна)                     | Swertia perennis L.                                                  | Вразливий               | Судинні рослини |
| 144   | Сеслерія голуба                                                 | Sesleria caerulea (L.) Ard.                                          | Зникаючий               | Судинні рослини |
| 145   | Сироїжка синювата                                               | Russula turci Bres.                                                  | Вразливий               | Гриби           |
| 146   | Ситник тупопелюстковий                                          | Juncus subnodulosus Schrank                                          | Зникаючий               | Судинні рослини |
| 147   | Ситняг карніолійський                                           | Eleocharis carniolica W.D.J.Koch                                     | Вразливий               | Судинні рослини |
| 148   | Скополія карніолійська                                          | Scopolia carniolica Jacq.                                            | Неоцінений              | Судинні рослини |
| 149   | Скорпідій скорпіоноподібний                                     | Scorpidium scorpioides (Hedw.) Limpr.                                | Вразливий               | Мохоподібні     |
| 150   | Скрученик приємний                                              | Spiranthes amoena (M.Bieb.) Spreng.                                  | Зникаючий               | Судинні рослини |
| 151   | Скрученик спіральний                                            | Spiranthes spiralis (L.) Chevall.                                    | Зникаючий               | Судинні рослини |
| 152   | Сон великий                                                     | Pulsatilla grandis Wender.                                           | Вразливий               | Судинні рослини |
| 153   | Сон лучний (сон чорніючий, сон богемський)                      | Pulsatilla pratensis (L.) Mill. s.l.                                 | Неоцінений              | Судинні рослини |
| 154   | Сон розкритий                                                   | Pulsatilla patens (L.) Mill. s.l.                                    | Неоцінений              | Судинні рослини |
| 155   | Стікта закопчена                                                | Sticta fuliginosa (Dicks.) Ach                                       | Вразливий               | Лишайники       |
| 156   | Тис ягідний (негній-дерево)                                     | Taxus baccata L.                                                     | Вразливий               | Судинні рослини |
| 157   | Товстянка двоколірна                                            | Pinguicula bicolor Woł.                                              | Зникаючий               | Судинні рослини |
| 158   | Товстянка звичайна                                              | Pinguicula vulgaris L.                                               | Вразливий               | Судинні рослини |
| 159   | Тофільдія чашечкова                                             | Tofieldia calyculata (L.) Wahlenb.                                   | Вразливий               | Судинні рослини |
| 160   | Траунштейнера куляста                                           | Traunsteinera globosa (L.) Rchb.                                     | Вразливий               | Судинні рослини |
| 161   | Трутовик зонтичний                                              | Polyporus umbellatus (Pers.) Fr.                                     | Рідкісний               | Гриби           |
| 162   | Тукнерарія Лаурера, тукерманопсис Лаурера, цетрарія Лаурера     | Tuckneraria laureri (Krempelh.) Randlane & Thell                     | Рідкісний               | Лишайники       |
| 163   | Уснея квітуча                                                   | Usnea florida (L.) Web. in Wigg.                                     | Вразливий               | Лишайники       |
| 164   | Хрящ-молочник чорний, хрящ-молочник деревний                    | Lactarius lignyotus Fr.                                              | Рідкісний               | Гриби           |
| 165   | Цибуля ведмежа (черемша)                                        | Allium ursinum L.                                                    | Неоцінений              | Судинні рослини |
| 166   | Цибуля пряма                                                    | Allium strictum Schrad.                                              | Рідкісний               | Судинні рослини |
| 167   | Чина гладенька                                                  | Lathyrus laevigatus (Waldst. et Kit.) Fritsch                        | Рідкісний               | Судинні рослини |
| 168   | Шафран Гейфелів                                                 | Crocus heuffelianus Herb.                                            | Неоцінений              | Судинні рослини |
| 169   | Шипшина Чацького                                                | Rosa czackiana Besser                                                | Неоцінений              | Судинні рослини |
| 170   | Шишкогриб лускатий, лускач                                      | Strobilomyces strobilaceus (Scop.) Berk.                             | Зникаючий               | Гриби           |
| 171   | Шолудивник королівський                                         | Pedicularis sceptrum-carolinum L.                                    | Вразливий               | Судинні рослини |
| 172   | Шолудивник лісовий                                              | Pedicularis sylvatica L.                                             | Вразливий               | Судинні рослини |
| 173   | Щитолисник звичайний                                            | Hydrocotyle vulgaris L.                                              | Рідкісний               | Судинні рослини |
| 174   | Язичник сибірський (буковинський, український)                  | Ligularia sibirica Cass.                                             | Вразливий               | Судинні рослини |
| 175   | Язичник сивий                                                   | Ligularia glauca (L.) J.Hoffm.                                       | Зникаючий               | Судинні рослини |
| 176   | Язичок зелений                                                  | Coeloglossum viride (L.) C.Hartm.                                    | Рідкісний               | Судинні рослини |